# Paroedura vahiny
Paroedura vahiny är en ödleart som beskrevs av  Ronald Archie Nussbaum och RAXWORTHY 2000. Paroedura vahiny ingår i släktet Paroedura och familjen geckoödlor. IUCN kategoriserar arten globalt som livskraftig.
Artens utbredningsområde är Madagaskar. Inga underarter finns listade i Catalogue of Life.